# Plebiscito constitucional de Uruguay de 1942
El 29 de noviembre de 1942 se realizó un plebiscito constitucional en Uruguay, junto a las elecciones generales. La nueva constitución fue aprobada con el 77.17% de los votos.

## Antecedentes
El 18 de junio de 1941, un grupo de miembros de la Asamblea General presentó enmiendas constitucionales. Sin embargo, estaba claro que las propuestas no serían aprobadas por la mayoría de los votantes y, posteriormente el presidente Alfredo Baldomir disolvió la Asamblea General el 21 de febrero de 1942.
Una comisión compuesta por el partido mayoritario, presentó un proyecto de constitución el 28 de mayo, con algunos pequeños cambios a las enmiendas anteriores. Baldomir luego emitió un decreto declarando que la nueva constitución sería aprobada si la mayoría de los votantes estaban a favor, en lugar del requisito anterior, establecido en la constitución de 1934, de una mayoría de votantes registrados votando a favor.

## Nueva constitución
La nueva constitución determinó que los presidentes y vicepresidentes solo podían cumplir un mandato único. Estableció una Asamblea General bicameral, con el Senado electo de manera proporcional. El sistema de lemas fue abolido.
Las iniciativas constitucionales serían posibles si contaran con el apoyo del 10% de los votantes registrados(reducido del 20%), y la Asamblea General podría presentar una contrapropuesta, Las enmiendas requerirían una mayoría de votos en ambas cámaras de la Asamblea General, la aprobación de un Consejo Constitucional y luego un plebiscito en el que al menos el 35% de los votantes registrados deben de votar a favor.

## Resultados
| Opción                             | Votos   | %     |
| ---------------------------------- | ------- | ----- |
| A favor                            | 443,414 | 77.17 |
| En contra                          | 131,163 | 22.83 |
| Inválidos/votos en blanco          |         | -     |
| Total                              | 574,577 | 100   |
| Votantes Registrados/participación | 858,713 | 66.91 |
| Fuente: Democracia Directa         |         |       |